# Lac Pae
Le lac Pae (en estonien : Pae järv) ou carrière de Lasnamäe (en estonien : Lasnamäe karjäär) est un lac situé dans l'arrondissement de Lasnamäe à Tallinn en Estonie,,.

## Présentation
Le lac est un lac artificiel résultant de l'inondation d'une ancienne carrière de calcaire.
Le lac Pae Veepeegli à une superficie de 8.6 hectares une longueur de 570 mètres.
La surface de son île est de 0.1 hectare.
Le lac a une profondeur maximale de 8 m et il est longé par un senitier asphalté long de 1,9 km qui permet aux promeneurs de profiter de la nature ou de se livrer à l’exercice physique.
Le lac est entouré par le  parc Pae.

## Galerie

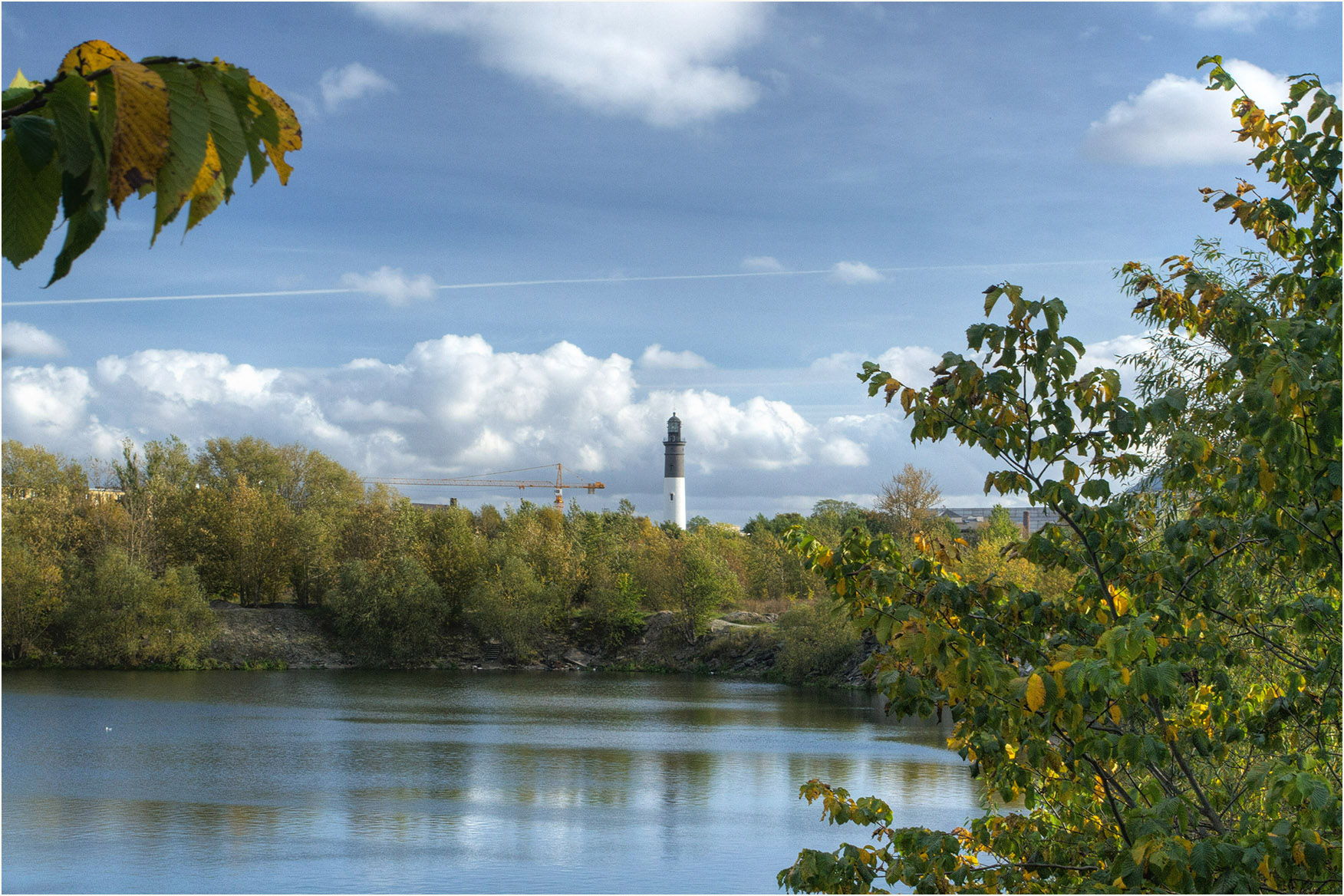
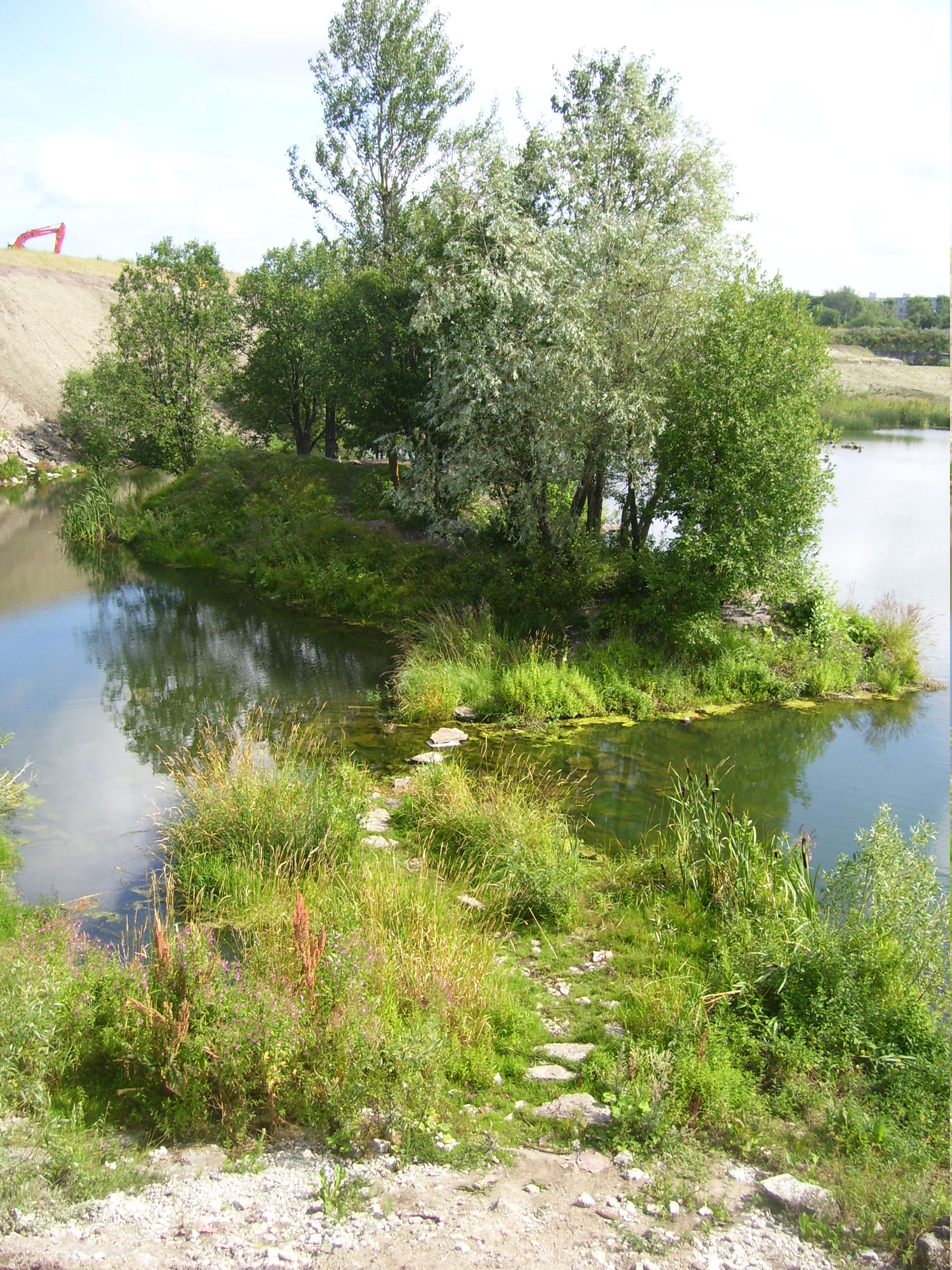
L'ouest du lac .
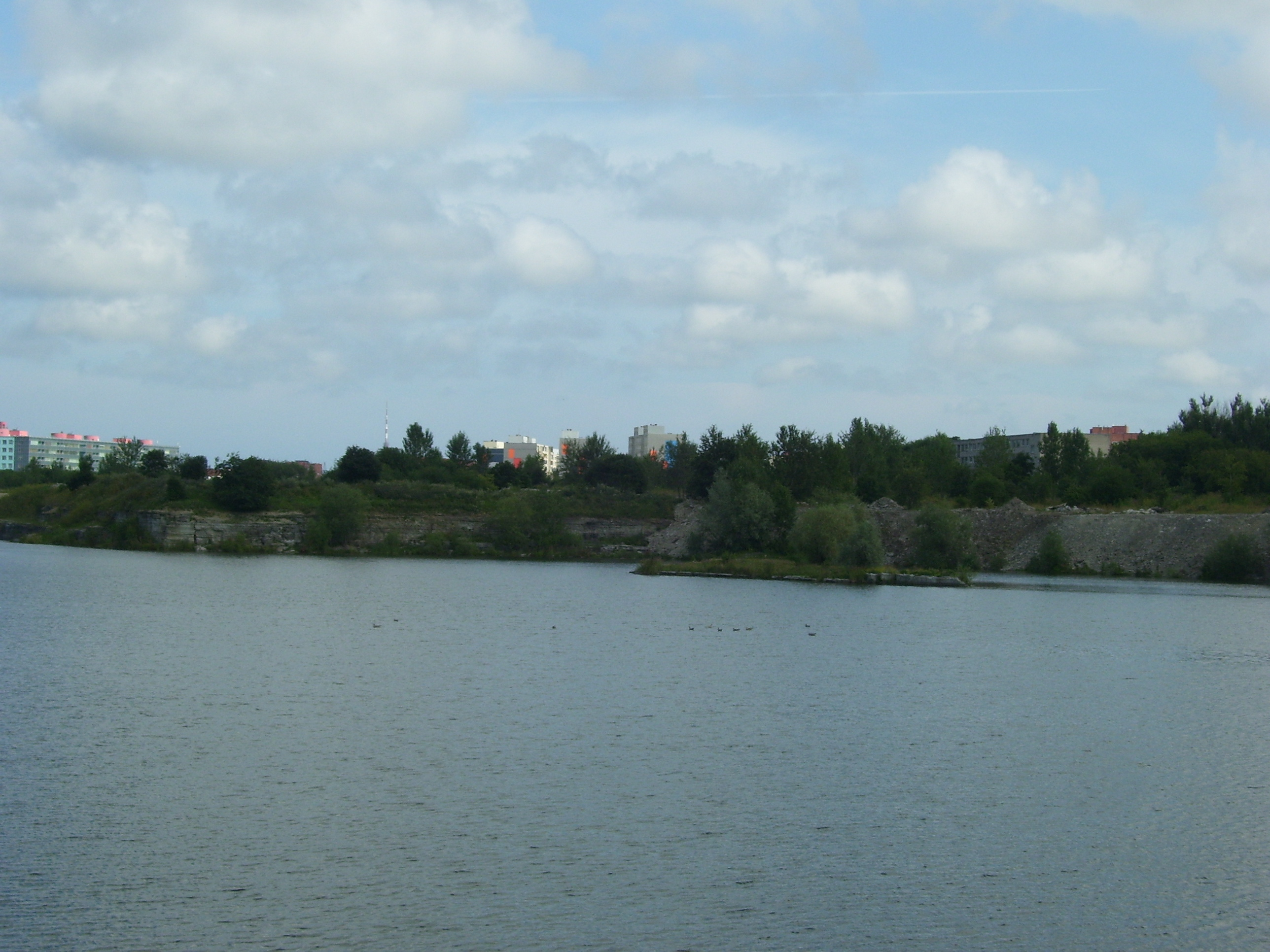
L'est du lac.